# اکلوژیت

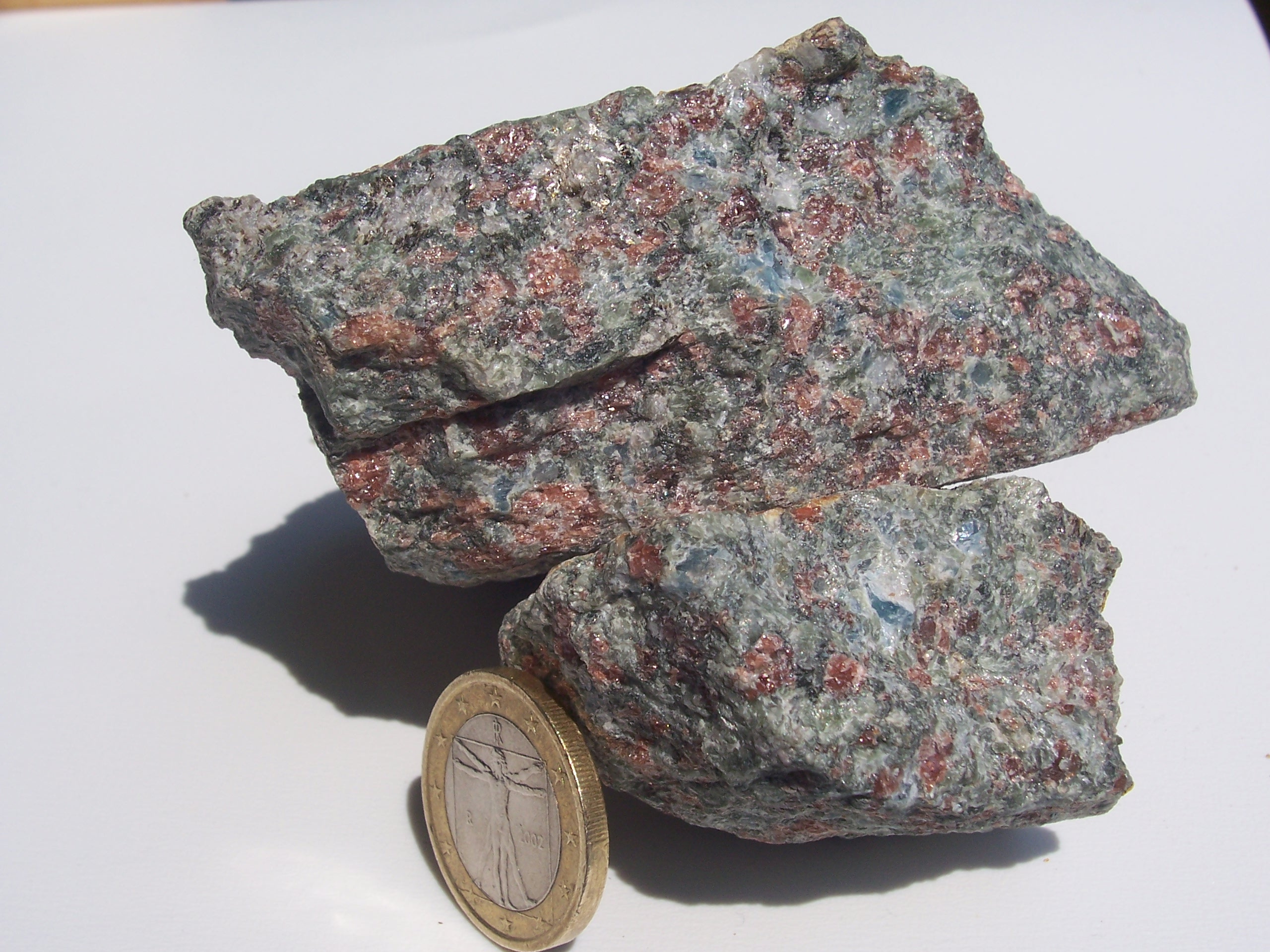
سنگ اکلوژیت

اکلوژیت (انگلیسی: Eclogite) گونه‌ای از سنگ دگرگونی مافیک است. در کیمبرلیت‌ها و بعضی از بازالت‌ها، سنگهایی به صورت قطعات بیگانه دیده می‌شود که عناصر اصلی سازنده آن پیروکسن و گارنت است. این سنگ در دگرگونی‌های شدید ناحیه‌ای به وجود می‌آید. اکلوژیت‌ها با چگالی ۳/۴ تا ۳/۵ گرم بر سانتی‌متر مکعب در فشار زیاد و اعماق پوسته زمین به وجود می‌آیند و از نظر ترکیب شیمیایی بسیار شبیه سنگ‌های آذرینی مانند بازالت و گابرو هستند. اکلوژیت‌ها تنها در شرایط بدون آب به وجود می‌آیند از اینرو کاملاً بی آب هستند.